# ロックスプリングス (ワイオミング州)
ロックスプリングス（英: Rock Springs）は、アメリカ合衆国ワイオミング州の南西部スウィートウォーター郡の都市。人口は2万3526人（2020年）。ロックスプリングス小都市圏の中心である。
アメリカ史の中でも最悪の人種暴動と言われるロックスプリングス虐殺は、1885年9月2日、ロックスプリングスに近い鉱山の労働者の中で起こった。この事件で少なくとも28人の中国人鉱山労働者が殺害された。現在でも町の外には昔の鉱山の跡が残っている。
1970年、ロックスプリングスの警察署と市政府の中で汚職があったために、CBSテレビのドキュメンタリー番組「60 Minutes」で報道された。その追跡版が20年後のA&Eネットワークのドキュメンタリー「City Confidential」で放送された。この映像は「ロックスプリングス：無法西部の危険な呼び物」と名付けられた。
ロックスプリングスには西ワイオミング・コミュニティ・カレッジがある。またスウィートウォーター郡催し会場では毎年カーニバルとコンサートのあるワイオミングズ・ビッグショーが開催されている。
ロックスプリングスは大量の石油と天然ガスを産出するエネルギー資源の豊富な地域に位置している。

## 地理
ロックスプリングスは北緯41度35分6秒 西経109度13分17秒 / 北緯41.58500度 西経109.22139度に位置する。アメリカ合衆国国勢調査局に拠れば、市域全面積は18.45平方マイル (47.87 km2)であり、全て陸地である。市の標高は6,759フィート (2,060 m) である。

## 気候
ロックスプリングスはステップ気候亜乾燥帯（ケッペンの気候区分BSk）に属する。冬は寒くて雪が多く、夏は暖かい。降水量は一年間を通じて大きな差が無く、月間降水量は0.50インチ (13 mm) から0.60インチ (15 mm) であるが、5月は通常1.20インチ (30 mm) と最も降水量の多い月である。
1月の平均気温は最高が 29.1°F(−1.6℃)、最低が 11.2°F(−11.6℃) である。7月の平均気温は最高が 83.4°F(28.6℃)、最低が 53.4°F(11.9℃) である。気温が 90°F(32℃) 以上になるのは平均して6.4日ある。気温が 32°F(0℃) 以下になるのは平均して195.5日、0°F(−18℃) 以下になるのは14.3日ある。過去最高気温は1902年5月17日の 112°F(44℃)、過去最低気温は1963年1月12日の −37°F(−38℃) だった。
年間平均降水量は8.73インチ (222 mm) である。観測できる降水量がある日は平均75日である。最も降水量が多かったのは1973年の13.29インチ (338 mm)、少なかったのは1953年の3.79インチ (96 mm) だった。1月あたりの降水量が最も多かったのは1889年6月の6.50インチ (165 mm) だった。24時間あたりの降水量が最も多かったのは1899年6月12日の3.50インチ (89 mm) だった。1年間で最も降雪量が多かったのは1975年で94.0インチ (239 cm) だった。1月あたりの降雪量が最も多かったのは1971年10月の22.5インチ (57 cm) だった。

## 人口動態
以下は2000年の国勢調査による人口統計データである。
| 基礎データ - 人口: 18,708人 - 世帯数: 7,348世帯 - 家族数: 4,930家族 - 人口密度: 391.7人/km2（1014.4人/mi2） - 住居数: 8,359軒 - 住居密度: 175.0軒/km2（453.3軒/mi2） 人種別人口構成 - 白人: 91.75% - アフリカン・アメリカン: 1.07% - ネイティブ・アメリカン: 0.86% - アジア人: 1.02% - 太平洋諸島系: 0.03% - その他の人種: 3.05% - 混血: 2.22% - ヒスパニック・ラテン系: 8.96% 年齢別人口構成 - 18歳未満: 27.1% - 18-24歳: 11.2% - 25-44歳: 29.2% - 45-64歳: 22.5% - 65歳以上: 9.9% - 年齢の中央値: 34歳 - 性比（女性100人あたり男性の人口） - 総人口: 99.1 - 18歳以上: 98.2 | 世帯と家族（対世帯数） - 18歳未満の子供がいる: 35.4% - 結婚・同居している夫婦: 52.5% - 未婚・離婚・死別女性が世帯主: 10.2% - 非家族世帯: 32.9% - 単身世帯: 27.4% - 65歳以上の老人1人暮らし: 8.5% - 平均構成人数 - 世帯: 2.48人 - 家族: 3.02人 収入と家計 - 収入の中央値 - 世帯: 42,584 米ドル - 家族: 51,539米ドル - 性別 - 男性: 44,809米ドル - 女性: 22,609米ドル - 人口1人あたり収入: 19,396米ドル - 貧困線以下 - 対人口: 9.4% - 対家族数: 6.4% - 18歳未満: 11.0% - 65歳以上: 8.7% |

## 教育
ロックスプリングスの公共教育はスウィートウォーター郡第1教育学区が管轄している。この学区には小学校8校、中学校1校および高校が1校ある。オルタナティブ・スクールのインデペンデンス高校もある。

## 交通

### 高規格道路
州間高速道路
- 州間高速道路80号線：カリフォルニア州からニューヨーク州まで東西に走る。ロックスプリングスの北西でアメリカ国道191号線と交差する。

アメリカ国道
- アメリカ国道30号線（デウォー・ドライブ）：ロックスプリングス近くでは州間高速道路80号線と合流している。ロックスプリングス市内を東西に抜ける産業道路
- アメリカ国道191号線：ロックスプリングス市内を南北に抜け、州間高速道路80号線と交差する。

ワイオミング州道
- ワイオミング州道370号線（バクスター道路/空港道路）：州間高速道路80号線およびアメリカ国道30号線の111番出口から南東にロックスプリングス地域空港に向う。州間高速道路からは「空港道路」という標識があるだけで、「バクスター道路」という表示は1つあるだけである。
- ワイオミング州道376号線（環状ハイウェイ/ロックスプリングス・ベルトウェイ）：ロックスプリングス市の環状道路、州間高速道路80号線と市内で一旦別れ、サイド合流する。
- ワイオミング州道430号線（ハンプシャー・ストリート・パークウェイ）：南の頃r度州とワイオミング州の州境に向かいハイアワサ・キャンプ近くでコロラド州に入る。さらに南に進むとコロラド州道318号線の国立恐竜記念碑近くまで悪路がある。

### 空港
ロックスプリングス市にはロックスプリングス・スウィートウォーター郡空港を使って行くことができる。

### 鉄道
ユニオン・パシフィック鉄道がロックスプリング市を通っている。

## メディア
ロックスプリングス地域では各種の新聞が発行されている。
- 「ロックスプリングス・デイリー・ロケット・マイナー」
- 「ザ・マスタング・イクスプレス」、元は「ザ・オラクル」、西ワイオミング・コミュニティ・カレッジの新聞
- 「ザ・マーキー」、ロケット・マイナーで出版されるメディアと娯楽の補助版
- 「グリーン・リバー・スター」、グリーン・リバーで発行されている週刊紙
- 「スウィートウォーター郡ガイド」、グリーン・リバー・スターが発行する週刊のショッピングガイド

ラジオは多くの局がある。テレビはキャスパーに本拠を置くCBS系列局など幾つかの放送局の番組を視聴できる。

## 娯楽
毎年7月と8月、ワイオミングズ・ビッグショーと呼ぶ郡の祭を開催している。この行事では遊園地の乗り物、屋台、レストランおよびライブの興行が行われる。ロデオが祭の呼び物であり、有名な芸人が加わることもある。
ロックスプリングスでは一年間を通じて幾つかの祭がある。これには国際フェスティバル（市の愛称に因む）、ブルースとブルーズ（ビール）のフェスティバル、ワイオミング・チョコレート・フェスティバル、およびロッドとレールのフェスティバルがある。

## 著名な住人
- アダム・アーチュリータ、NFLアメリカンフットボールの選手、シカゴ・ベアーズ
- エド・カントレル、ロックスプリングス警察署の秘密警察員を撃った犯人
- ミッキー・ダニエルズ、1930年代に多くの映画に出演した俳優
- ボイド・ダウラー、NFLアメリカンフットボールの選手、グリーンベイ・パッカーズ、ワシントン・レッドスキンズ
- リチャード・ホナカー、ロックスプリングスの弁護士、ワイオミング州下院元議員、民主党
- フローラブル・ミュア、元全国紙のコラムニスト、記者
- アビー・ノーマン、2004年ミス・ワイオミング
- チャールズ・E・リチャードソン、「ロックスプリングス・デイリー・ロケット・マイナー」の元発行者
- テノ・ロンカリオ、ワイオミング州選出アメリカ合衆国下院議員、民主党
- ジャック・ショー、NFLアメリカンフットボールの選手、ロサンゼルス・ラムズ（1965年-1975年）
- ジョン・ウェンドリング、NFLアメリカンフットボールの選手、バッファロー・ビルズ
- ジーナ・デバーナーディ、1997年ミス・ティーン・ワイオミング
- フレッド・キャプショー、NFLアメリカンフットボールの選手、アリゾナ・カーディナルス、セントルイス・ラムズ[10]
- ヘザー・ニコル・ジャケルソン、2001年ミス・ワイオミング
- ダン・コーペンバーガー、JC ペニーの元モデル

## 姉妹都市
- アメリカ ワイオミング州グリーン・リバー（スウィートウォーター郡の郡庁所在地）
- スロベニア スロベニア、シュコーフィア・ロカ